# يانا باتيرشينا
يانينا "يانا" فرخادوفنا باتيرشينا (الروسية: Янина "Яна" Фархадовна Батыршина ؛ من مواليد 7 أكتوبر 1979) هي لاعبة جمباز إيقاعية فردي روسية، حائزة على الميدالية الفضية في دورة الألعاب الأولمبية الصيفية 1996 مرتين (1995،1997) حاصلة على الميدالية البرونزية العالمية مرتين (1996 ، 1995) الحائزة على الميدالية الفضية في حدث الجمباز  الشاملة ، الحائزة على الميدالية البرونزية الأوروبية لعام 1998 و سباق الجائزة الكبرى النهائي بطل شامل 1996.
حصلت على وسام الاستحقاق للوطن من الدرجة الثانية (1997).

## نشأتها
ينحدر باترشينا من أصل تتار و يهودي. درست التربية البدنية في معهد خاركوف. وهي متزوجة من رجل الأعمال الأذربيجاني اليهودي تيمور وينشتاين. لديهم ابنتان وابن واحد معًا.

## روابط خارجية
- Yana Batyrshina في الاتحاد الدولي للجمباز

- Yana Batyrshina at r-gymnastics.com باللغة الروسية
- Official website باللغة الروسية
- يانا باتيرشينا على إنستغرام